# Goleniawy
Goleniawy – wieś niesołecka w gminie Zagnańsk w powiecie kieleckim w województwie świętokrzyskim. Według źródeł z 31 grudnia 2009 r. ludność Goleniaw wynosiła 159 osób.